# Gymnopodium ovatifolium
Gymnopodium ovatifolium là một loài thực vật có hoa trong họ Rau răm. Loài này được (B.L.Rob. ex Millsp. & Loes.) S.F.Blake mô tả khoa học đầu tiên năm 1921.